# Mineraldünger

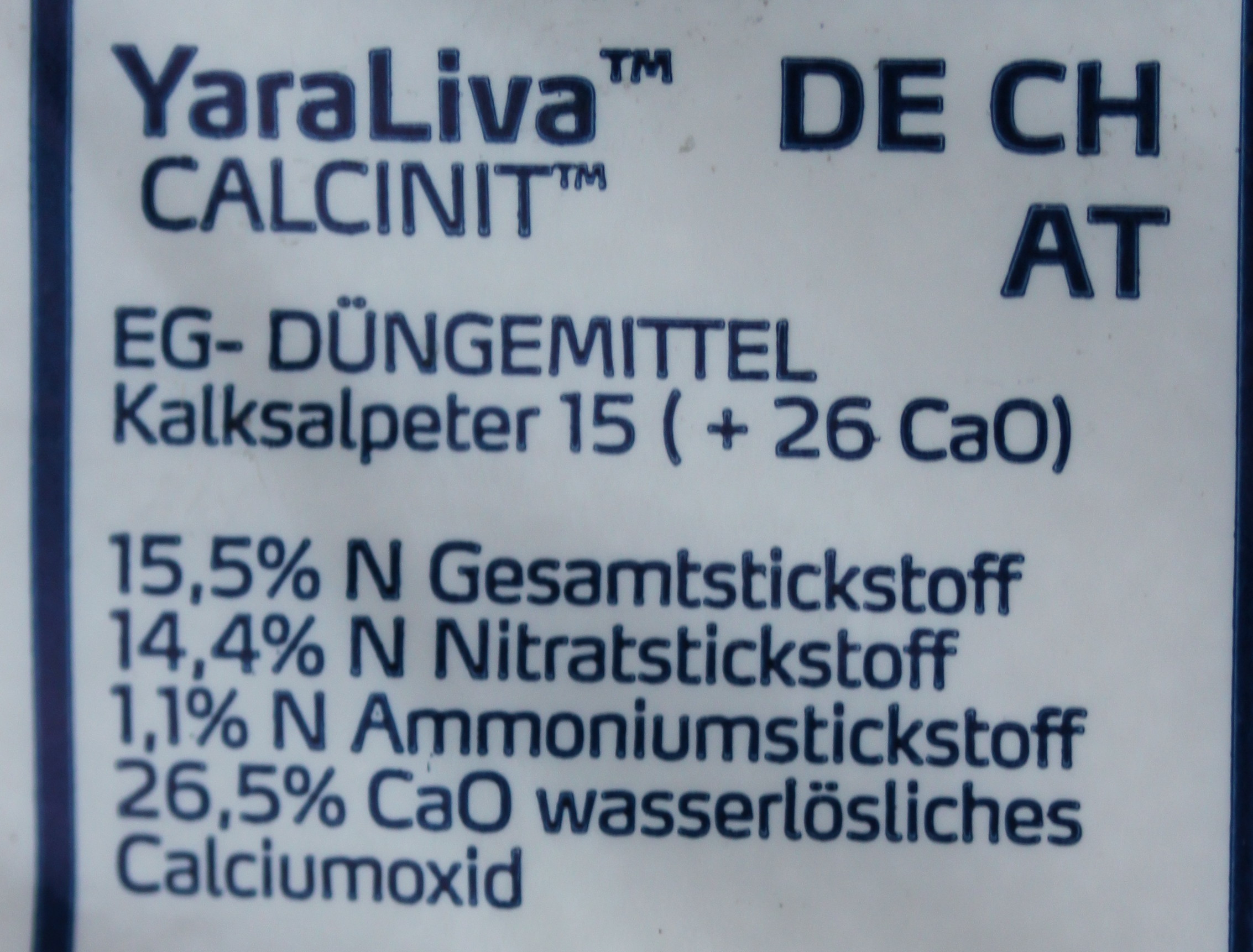
Kalksalpeter mit 15,5 % Stickstoff (davon 14,4 % Nitratstickstoff und 1,1 % Ammoniumstickstoff)

Im Mineraldünger (auch anorganischer Dünger genannt) liegen die düngenden Stoffe meist in Form von Salzen vor. Eine Ausnahme ist Flüssigammoniakdünger. Mineraldünger haben einen großen Produktivitätsfortschritt in der Landwirtschaft ermöglicht und werden heute sehr häufig eingesetzt. Mineraldünger stammen entweder aus dem Bergbau (z. B. Kalisalze und Kalk) oder aus chemischen Produktionsverfahren (z. B. Haber-Bosch-Verfahren). Mineraldünger werden in Granulat-, Pulver- oder in flüssiger Form (Flüssigdünger) eingesetzt.
Problematisch sind die synthetischen Stickstoff-Dünger in Anbetracht des großen Energieaufwandes bei der chemischen Herstellung. Dagegen führen organische Dünger mit entsprechenden Anbaumethoden zu einem höheren Humusgehalt und zu einer höheren Bodenqualität.
Die ersten Erkenntnisse zur praktischen Anwendung der Agrochemie gehen auf Carl Sprengel vor etwa 200 Jahren zurück. Um 1840 konnte der Chemiker Justus von Liebig die wachstumsfördernde Wirkung von Stickstoff, Phosphaten und Kalium nachweisen. Stickstoff erhielt man zum Beispiel in Form von Nitraten zunächst vor allem durch den Einsatz von Guano, einer Substanz, die sich aus den Exkrementen von Seevögeln bildet. Da die natürlichen Vorräte an mineralischem Dünger begrenzt sind und größtenteils aus Südamerika eingeführt werden müssen, kam man auf eine Methode, Stickstoffverbindungen synthetisch zu erzeugen. Zwischen 1905 und 1908 entwickelte der Chemiker Fritz Haber die katalytische Ammoniak-Synthese. Dem Industriellen Carl Bosch gelang es daraufhin, ein Verfahren zu finden, das die massenhafte Herstellung von Ammoniak ermöglichte. Das nach diesen beiden Personen benannte Haber-Bosch-Verfahren ist bis heute die Grundlagen der Produktion von synthetischem Stickstoff-Dünger.

## Nitrate
Natürlich vorkommende Lagerstätten enthalten Kalisalpeter (Kaliumnitrat) und Natronsalpeter (Natriumnitrat), zum Beispiel in Chile – daher auch die umgangssprachliche Bezeichnung Chilesalpeter. Diese Lagerstätten wurden vor allem in der ersten Hälfte des 19. Jahrhunderts abgebaut. Weitere Quellen sind Ammoniumnitrat und Ammoniumsulfat. Mit dem Haber-Bosch-Verfahren oder dem Ostwaldverfahren ist die Herstellung von Stickstoffdünger synthetisch möglich.

## Phosphate

Prozessschema

Das Naturprodukt Guano galt lange Zeit auch als Hauptquelle für Phosphatdünger. Auf der Pazifikinsel Nauru war Hauptexporterzeugnis das Nauruit (Phosphorit), dessen Abbau ab Mitte der 1970er Jahre kontinuierlich zurückging, die Vorkommen sind inzwischen erschöpft.
Phosphate werden als Rohphosphate oder als aufgeschlossene Phosphate verwendet. Rohphosphate sind jedoch schwerlöslich und werden kaum als Dünger verwendet. Deshalb werden Rohphosphate mit Schwefelsäure bzw. Phosphorsäure aufgeschlossen. Dadurch entsteht Calciumdihydrogenphosphat bzw. bei Verwendung der Schwefelsäure zusätzlich noch Calciumsulfat. Rohphosphat, das mit Schwefelsäure aufgeschlossen wird, wird als Superphosphat bezeichnet. Tripelsuperphosphat oder Doppelsuperphosphat wird aus Rohphosphat und Phosphorsäure hergestellt und weist einen höheren Gehalt an Phosphor auf. Als Langzeitdünger dient CaNaPO4·CaSiO4. Dieses ist nicht wasserlöslich und wird durch organische Säuren von den Wurzeln gelöst. Stickstoffhaltige Phosphatdünger wie z. B. Diammoniumphosphat (NH4)2HPO4 (Ammonphosphat) oder Monoammoniumphosphat werden aus Ammoniak und Phosphorsäure hergestellt.

## Kalisalze
Kalisalze treten oft als Nitrate oder Phosphate auf. Sie werden im Salzbergwerk gewonnen, aufbereitet oder zu Kaliumsulfat umgesetzt. Kaliumchlorid ist wegen der Chlorid-Ionen jedoch wenig als Dünger geeignet. Einige Düngemittel enthalten eine Mischung von Kaliumchlorid und Kaliumoxid. Traditionell wurde Kalidünger über Pflanzenaschen zugeführt (siehe Pottasche).